# Jean VI. d’Aumont

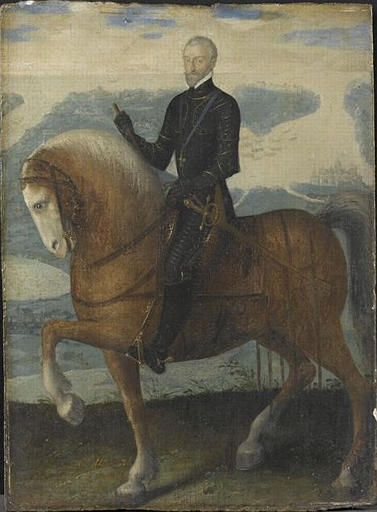
Jean VI. d’Aumont (Porträt eines Reiterstandbildes, Anonym, 2. Hälfte des 16. Jahrhunderts, Musée Condé)

Jean VI. d’Aumont (* um 1522 in Châteauroux; † 19. August 1595 in Rennes) war ein französischer Adliger und Militär aus dem Haus Aumont; er war Comte de Châteauroux, Baron de Conches, Estrabonne, Chappes et Montagu und Marschall von Frankreich.
Er diente insgesamt sechs Königen von Frankreich: Franz I., Heinrich II., Franz II., Karl IX., Heinrich III. und Heinrich IV.

## Leben
Jean IV. d’Aumont war der älteste Sohn von Pierre III. d’Aumont († nach 14. Dezember 1548) und Françoise de Sully. Bereits während seiner Jugend diente er in den Italienischen Kriegen, insbesondere unter Marschall Brissac im Piemont, und erhielt später eine Kompanie Chevaulegers; 1556 begleitete er den Duc de Guise nach Italien, kehrte aber bald nach Frankreich zurück, und kämpfte am 10. August 1557 in der Schlacht bei Saint-Quentin gegen die Spanier, in der er verwundet und gefangen genommen wurde. 1558 folgte er dem Duc de Guise im Krieg gegen die Engländer zu den Belagerungen und der Einnahme von Calais, Guînes und Ham.

### Erster bis siebter Hugenottenkrieg (1562–1580)
Als Leutnant einer Kompanie von hundert Lanzen des Duc de Montpensier wurde er am 19. Dezember 1562 in der Schlacht bei Dreux verwundet.
1567 kämpfte er in der Schlacht bei Saint-Denis (10. November), 1569 in der Schlacht bei Jarnac (13. März) und der Schlacht bei Moncontour (3. Oktober) und wurde in beiden Schlachten erneut verwundet.
Im Jahr 1573 nahm er an der Belagerung von La Rochelle (Februar–Juni) teil und diente anschließend unter dem Herzog von Montpensier bei der Einnahme von Fontenay-le-Comte, Mesle und Lusignan. Nach der Belagerung von Puygaillard, das sich 1574 dem Duc de Montpensier ergab, übergab dieser ihm das Kommando über die Hälfte seiner Kompanie von hundert Lanzen.
Jean VI. d’Aumont wurde am 21. Dezember 1578 vom König zum Ritter im Orden vom Heiligen Geist ernannt, die Aufnahme in den Orden erfolgte am 31. Dezember. Zwölf Monate später, am 23. Dezember 1579 wurde er anstelle des Marschalls Bellegarde († 20. Dezember) zum Marschall von Frankreich befördert, was am 13. Januar 1580 in der Connétablie registriert wurde.

### Achter Hugenottenkrieg (1585–1598)
1585 wurde er 4000 Schweizer Söldnern entgegengesandt, die er nach Étampes führte. 1587 befehligte er zusammen mit dem Duc de Montpensier die Vorhut der königlichen Armee gegen die Deutschen Reiter. Am 12. Mai 1588, dem Tag der Barrikaden, stand er loyal zu König Heinrich III.
Aufgrund einer Vollmacht vom 14. März 1589 kommandierte er die Grenzarmee der Champagne und der Bretagne und bewahrte Angers vor der Eroberung durch die Katholische Liga; am 8. Mai schlug er den Duc de Mayenne zurück, der den König in Tours überraschen wollte, und nach der Ermordung Heinrichs III. war er der erste Marschall von Frankreich, der Heinrich IV. als dessen Nachfolger anerkannte. Aumont kämpfte in der Schacht bei Arques (15.–29. September), brachte dem König im Oktober ein großes Truppenkorps ins Feldlager von Dieppe, folgte ihm bei der Belagerung von Paris und gab den Befehl zu dem erfolgreichen Sturm auf den Faubourg Saint-Jacques und den Faubourg Saint-Michel am 1. November. In der Schlacht bei Ivry am 14. März 1590 führte Aumont ein großes Kavalleriekorps an der linken Seite der Armee. Er war an der Blockade von Paris beteiligt, die der König am 31. August aufhob.
Am 7. Oktober 1590 erhielt er im Feldlager von Magny das Kommando über die burgundische Armee, mit der er 1591 Autun belagerte. Bei einem Exkurs nach Chalon-sur-Saône ging er dem Kommandant des Schlosses von Châlons in die Falle, als dieser vorgab, sich zu unterwerfen, ihn dann aber zurückschlug; Aumont kehrte daraufhin nach Autun zurück und hob dessen Belagerung auf. Am 2. Juni 1592 wurde Aumont zum Gouverneur der Dauphiné ernannt (Bestätigung am 19. Juni 1592), was aber rein formal blieb, da er fortan im Westen benötigt wurde – den Krieg in der Dauphiné gegen den Herzog von Savoyen führte François de Bonne ohne ihn.
Nach der verlorenen Schlacht bei Craon (23. Mai 1592) wurde er von Heinrich IV. in die Grafschaft Maine entsandt, um dort die Ordnung wiederherzustellen, und bezog am 15. August in Mayenne Quartier. Am 20. August 1592 wurde sein Aufgabengebiet um die Bretagne erweitert; er marschierte nun auf Rochefort, dessen Belagerung der Duc de Mercœur allerdings aufheben ließ.
Laval wurde Aumont nach Verhandlungen mit Guillaume Le Clerc de Crannes, dem Capitaine der Stadt, am 27. April 1594 ohne Widerstand ausgeliefert, es folgten Redon, Morlaix und dessen Schloss sowie Quimper. Länger zog sich die Belagerung von Fort Crozon hin (tatsächlich handelt es sich um die Belagerung des Forts El Leon an der Pointe des Espagnols auf der Crozon-Halbinsel), die am 1. Oktober begann und das er erst beim dritten Angriff am 19. November 1594 erobern konnte.
Im Jahr 1595 besetzte er Moncontour und belagerte das vier Lieue (etwa 18 km) von Rennes entfernte Château de Comper; dort erhielt er einen Musketenschuss in den Arm, an dem er am 19. August 1595 im Alter von 73 Jahren starb. Er wurde in der Kirche des Franziskanerklosters in Châteauroux bestattet.

## Ehen und Nachkommen
Jean VI. d’Aumont heiratete am 19. Februar 1550 in erster Ehe Antoinette Chabot, Dame de Charny (*um 1532), Tochter von Philippe Chabot, Admiral von Frankreich, und Françoise de Longwy. Die Kinder aus dieser Ehe sind:
- Antoine d’Aumont (* 1562; † 13. April 1635 in Paris), Chevalier, Marquis de Nolay, Comte d’Estrabonne, Baron de Chappes, Ritter im Orden vom Heiligen Geist; ⚭ (1) nach 1602 Catherine Hurault (* 3. Juli 1583; † 13. April 1615 in Paris), Tochter von Philippe Hurault, Comte de Cheverny, Kanzler von Frankreich, und Anne de Thou, Witwe von Virginal d’Escoubleau, Marquis d’Alluyes (Sohn von François d’Escoubleau und Isabelle Babou); ⚭ (2) 1633 (oder vor Februar 1627) Louise Isabelle d’Angennes, (* um 1587; † 25. November 1666 in Paris), Tochter von Louis d’Angennes, Marquis de Maintenon, und Françoise d’O
- Jacquette d’Aumont (getauft 26. Juli 1567 in Paris, Saint-Sulpice)
- René d’Aumont (* 1568; † 1586), Gentilhomme ordinaire de la Chambre du Roi
- Jacques d’Aumont (* um 1580; † 14. Juli 1614), Chevalier, Baron de Chappes, Seigneur de Cors, Gentilhomme ordinaire de la Chambre du Roi, Prévôt de Paris; ⚭ (Ehevertrag 9. Juni 1599) Charlotte-Catherine de Villequier de Clairvaux, Dame de Faverolles (* um 1562; † nach 1610), Tochter von René de Villequier, Premier Gentilhomme de la Chambre du Roi, Gouverneur von Paris und Île-de-France, und Françoise de La Marck, Witwe von François d’O, Surintendant des Finances, Gouverneur von Paris und Île-de-France – die Eltern von Antoine d’Aumont de Rochebaron, Duc d’Aumont
- Françoise d’Aumont, vermacht Rochebaron ihrem Neffen Antoine d’Aumont gegen Annahme von Namen und Wappen; ⚭ 19. Februar 1592 René de Rochebaron, Comte de Berzé, die Eltern von Philibert de Rochebaron, Comte de Berzé († ledig)
- Marie d’Aumont, ledig
- Marguerite d’Aumont († 1626); ⚭ um 1592 François de Chalençon (* 18. Februar 1560), Seigneur d’Ambert, Saint-Pal, de Tiranges, de Prades et du Chambon, Baron et Vicomte de Rochebaron, Sohn von François de Chalençon und Jacqueline de Lévis-Ventadour (Haus Chalencon)

Er heiratete in zweiter Ehe nach 1569 Françoise Robertet, Dame d’Alluyes (* 1519; † 1580), Tochter von Florimond I. Robertet, Baron d’Alluyes, Secrétaire d’État, und Michelle Gaillard de Longjumeau, Witwe von Jean Babou, Seigneur de La Bourdaisière, Großmeister der Artillerie von Frankreich († 1569). Die Ehe blieb ohne Nachkommen.